# Kettenis
 (mai 2022).
Kettenis est un village de la région germanophone de Belgique situé immédiatement au nord de la ville d'Eupen, à laquelle il est administrativement rattaché (Région wallonne de Belgique). C'était une commune à part entière avant la fusion des communes de 1977.

## Évolution démographique
- Sources : INS, Rem. : 1930 jusqu'en 1970 = recensements, 1976 = nombre d'habitants au 31 décembre.

## Histoire

### Ancien régime
Le nom de l’endroit apparaît pour la première fois dans les archives en 1214. Le village originel se développe autour d’un château aujourd’hui disparu, habité par la famille « van Kettenys » ou « von Kettenis », dont plusieurs membres sont mentionnés à l’époque comme échevins du tribunal du Ban de Walhorn, une division de l’ancien duché de Limbourg. Une première église y est bâtie vers 1400. 
Non loin de là, une autre famille noble habite le château de Liberme, fief du Stift de la cathédrale d’Aix-la-Chapelle mentionné dès 1334, et une branche de cette famille s’établit dans un troisième château du voisinage, le château de Weims. On trouve aussi, dans un rayon de quelques kilomètres, le château de Merols (ou Waldenburg; mentionné dès 1241), et le château de Tal, de construction beaucoup plus récente (1758). 
À la suite du défrichement et du développement progressif de l’habitat, les hameaux d’abord distincts qui s’étaient formés autour de ces places fortes se rapprochent l’un de l’autre et finissent par former deux entités : les habitations autour de l’église et des châteaux de Liberme et de Weims constituent le village de Kettenis, tandis que le village de Merols entoure le château du même nom. 
Outre l'agriculture, la principale activité de l'endroit sous l'ancien régime est l'industrie du drap, qui y est peut-être déjà implantée dès le XIVe siècle. L'étang d'Oberste Heide est utilisé pour laver la laine que l'on file et tisse dans le village. Les habitants travaillent souvent pour des marchands de la ville voisine d'Eupen, qui leur fournissent les matières premières. Le lavage et le filage de la laine est principalement effectué par les femmes, aidées à l'occasion par les enfants. 

### Période française
Le 23 septembre 1794, les troupes françaises occupent le Ban de Walhorn, qui devient un canton et est englobé en 1795 dans le département de l’Ourthe. Pierre André Guillaume Joseph Poswick, originaire du hameau de Weims, administre la « Mairie de Kettenis et Merols », au sein de laquelle les deux villages sont désormais réunis. L’entité compte à l’époque 1180 habitants. L’instauration des lois républicaines ne se fait pas sans mal dans la région ; à l’instauration de la conscription obligatoire, en 1798, le mécontentement de la population est à son comble. Plus tard, lors des campagnes napoléoniennes, une trentaine d’habitants de Kettenis seront enrôlés dans la « Grande Armée », et certains d’entre eux périront sur le champ de bataille. 
L'industrie du drap continue à prospérer dans le village pendant la plus grande partie de la période française, favorisée par l'appartenance à une nouvelle union douanière s'étendant de la France au Rhin. 

### Période prussienne
Après la défaite de Napoléon, le congrès de Vienne divise l’ancien duché de Limbourg en deux parties ; la plus grande est attribuée au Royaume des Pays-Bas, mais le canton d’Eupen, dans lequel se trouve désormais Kettenis, est englobé dans le Royaume de Prusse. La mécanisation progressive des activités de tissage, combinée aux changements politiques induisant des changements dans la structure du marché, provoque un déclin progressif des activités drapières à Kettenis. Beaucoup d'habitants perdent leur emploi. Une quarantaine de ressortissants de Kettenis sont enrôlés dans l’armée prussienne lors de la guerre avec l’Autriche, en 1866, puis lors de la guerre franco-prussienne de 1870/71. Un effectif encore supérieur est mobilisé lorsqu’éclate le premier conflit mondial, et 24 habitants de la commune seront tués au combat. 

### Période belge
Après l’armistice de 1918, le traité de Versailles attribue la région d’Eupen et Malmédy à la Belgique, mais l’accalmie est de courte durée, et dès l’accession au pouvoir d’Hitler, des groupes de pression, soutenus par le IIIe Reich et mal muselés par le gouvernement belge, militent pour le retour à l’Allemagne. À la fin des années 1930, les tensions entre pro-belges et pro-allemands sont palpables au conseil communal de Kettenis. Alors que les hommes de la commune qui sont mobilisés dans l’armée belge sont postés sur d’autres lignes de défense plus loin dans le pays, les troupes allemandes massées à la frontière toute proche envahissent la région à l’aube du 10 mai 1940 sans rencontrer de résistance. Le 18 mai, un décret du Führer réannexe les cantons d’Eupen et Malmedy au Reich allemand. Dix jours plus tard, l’armée belge capitule. Les soldats belges de Kettenis rentrent dans leurs foyers ; l’un d’entre eux a été tué dans les Flandres. Il leur faut à présent réendosser un autre uniforme : en quatre ans, 187 habitants du village sont enrôlés dans la Wehrmacht, et  53 d’entre eux ne reviendront jamais dans leurs foyers.  Le conflit fait également plusieurs victimes civiles dans la commune, parmi lesquelles Maria Kreuels, une résistante torturée par la Gestapo. 
Pendant cette période, Kettenis est le siège d’une administration communale étendue aux villages voisins d’Eynatten, Hauset et Walhorn, et gérée par l’Amtsbürgermeister Zielinski. Le 11 septembre 1944, l’armée américaine pénètre dans le village et met fin à l’occupation nazie. Christian Joseph Klein sera le premier bourgmestre de l’immédiat après-guerre, marqué par le retour des prisonniers et une normalisation difficile. Deux autres bourgmestres, Joseph Thissen et Alphonse Renardy, administreront encore Kettenis jusqu’à la fusion des communes de janvier 1977, date à laquelle le village devient une section de la commune d’Eupen. 

## Patrimoine
- L'église Sainte-Catherine, du XIVe siècle, avec l'autel de J.J.Couven, en son temps l'architecte des princes évêques de Liège[11].
- Le château Weims[12].
- Le château de Libermé, château fort à douves mentionné pour la première fois en 1334[13].
- Le château de Tal[14].
- Le château Waldenburg (Waldenburgshaus), anciennement château de Merols[15].